# Pfälzer Saumagen

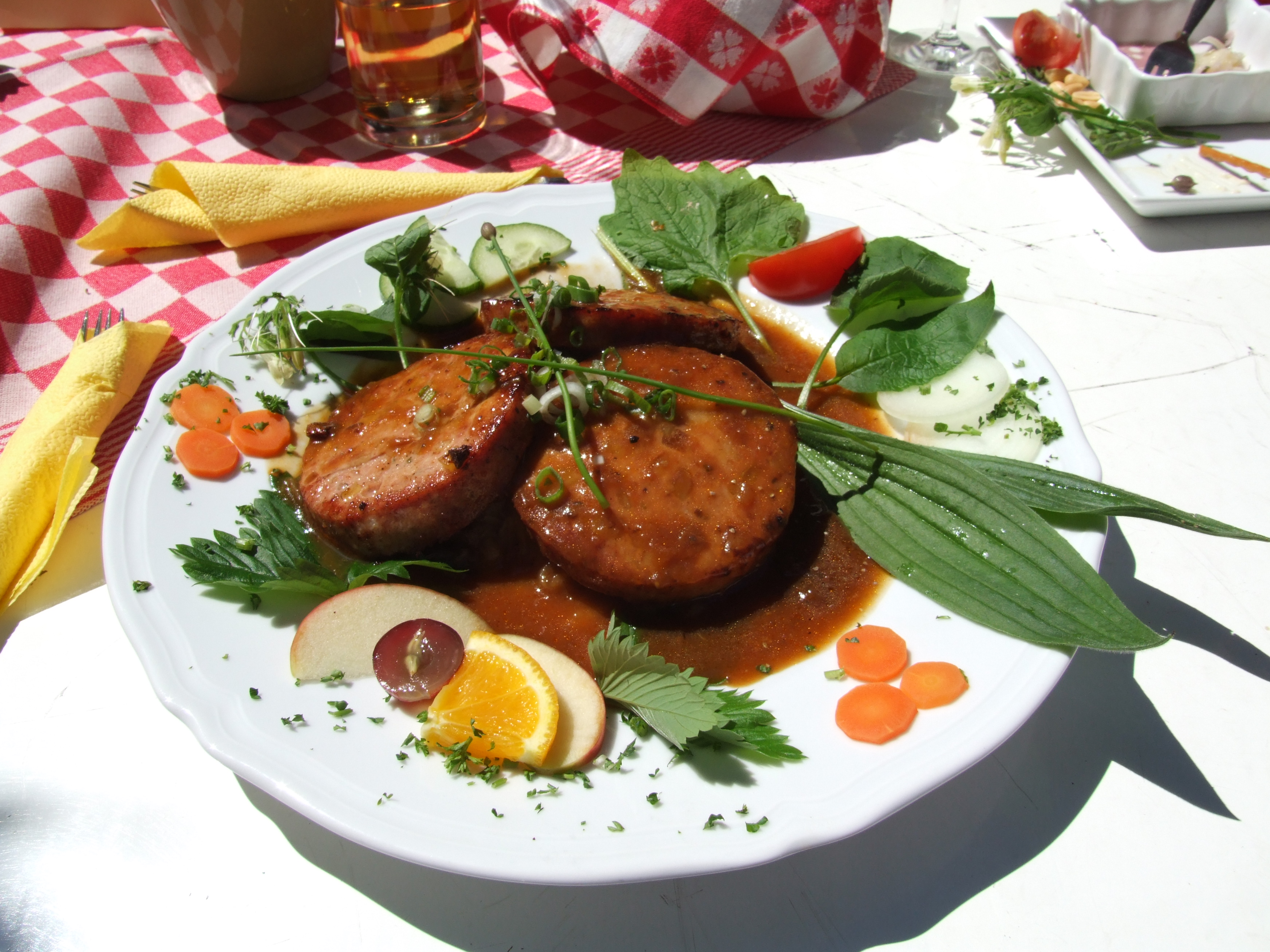
Pfälzer Saumagen

Pfälzer Saumagen ist ein Fleischgericht aus Schweinefleisch, Brät und Kartoffeln; es wird nach Art einer Brühwurst in einem  Schweinemagen gegart. Saumagen ist eines der bekanntesten Gerichte der Pfälzer Küche, ist jedoch keine geschützte Herkunftsbezeichnung. In der Region Pfalz wird er mundartlich Saumage bzw. Saumaache ausgesprochen.

## Herstellung

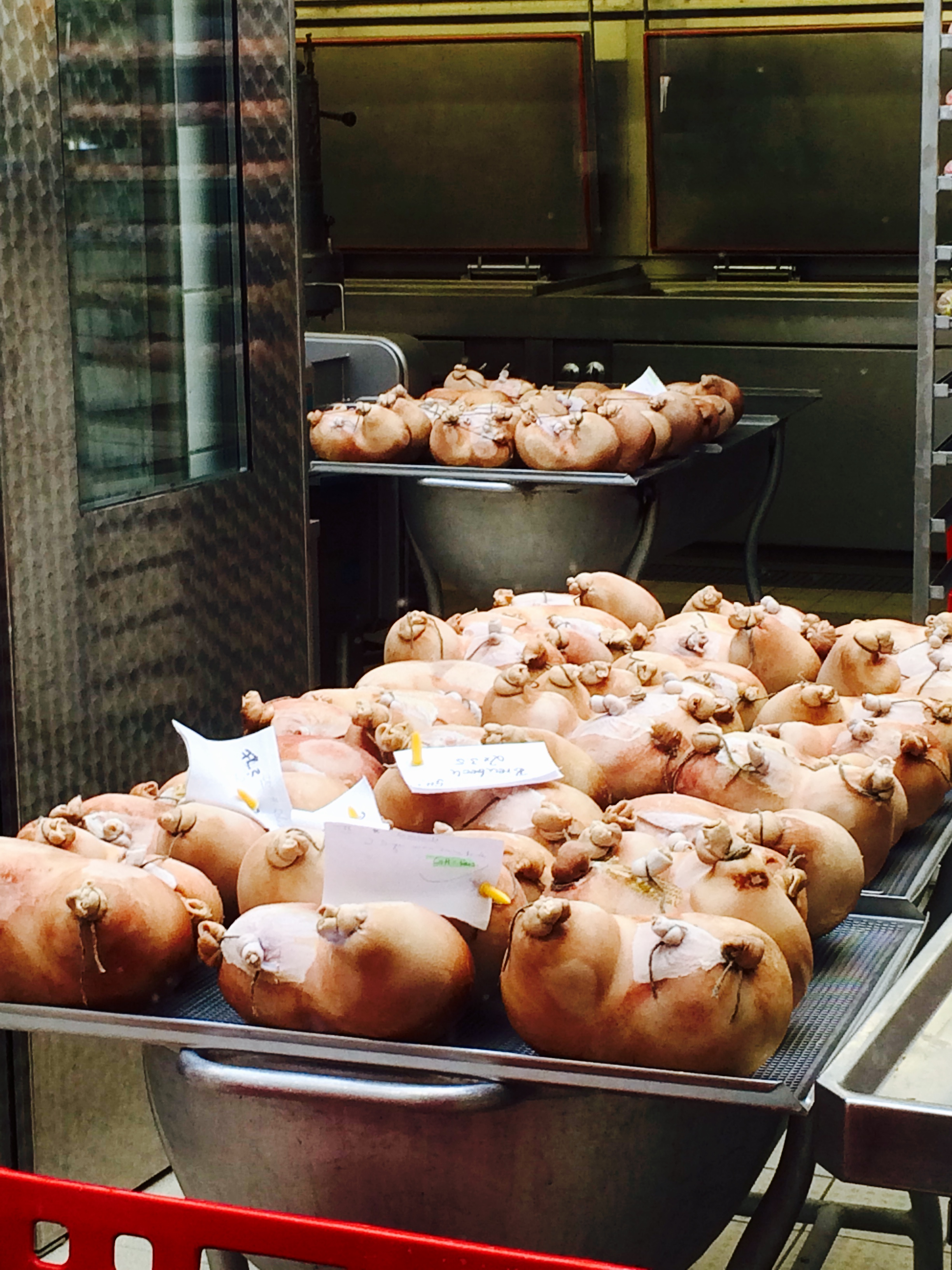
Saumagen-Herstellung in der Gastronomie

Je nach Rezeptur gart man gepökeltes mageres Schweinefleisch in Wasser und schneidet es anschließend in grobe Würfel. Alternativ lässt man die Hälfte des Fleischs roh und fügt es so der Wurstmasse zu. Als Variante wird auch Wildschweinfleisch verwendet. Wenn Zwiebeln verwendet werden, brät man diese vorher in Fett. Die Kartoffeln schneidet man in kleinere Würfel, die dann blanchiert werden; alternative Rezepte empfehlen auch die Verwendung von durch den Fleischwolf gedrehten Kartoffeln. Typische Gewürze sind Salz, Pfeffer, Piment, Thymian, Lorbeer, Majoran und je nach Rezept Muskatnuss bzw. Muskatblüte.
Die Zutaten und Gewürze werden zu einer teigartigen Masse vermengt. Diese füllt man in Schweinemägen oder alternativ in Därme mit großem Durchmesser (75–90 mm). Anschließend gart man den Saumagen in heißem, aber nicht kochendem Wasser, um zu vermeiden, dass die Hülle platzt.
Im Herbst kann man entweder nur Kartoffeln oder auch zusätzlich Maronen (Esskastanien, pfälzisch Keschde), entweder kleingeschnitten oder am Stück, in die Füllung geben. Der Stärkegehalt der Maronen reicht aus, um die Füllung zu binden, so dass auch ein Keschde-Saumagen in Scheiben geschnitten serviert werden kann.

## Verzehr
In der Regel wird Saumagen warm verzehrt, entweder direkt nach der Herstellung oder nach erneuter Erwärmung. Dafür schneidet man den Saumagen in dicke Scheiben und richtet diese direkt oder nach zusätzlichem Anbraten in der Pfanne auf dem Teller an. Saumagen wird mit verschiedenen Gerichten kombiniert. Weit verbreitet ist der Verzehr zusammen mit Kartoffeln oder Brot und Sauerkraut oder Weinkraut. Neben dieser klassischen Variante bieten Gastronomen neuere Variationen z. B. in Form von Burgern an, um jüngere Gäste zu erreichen. In einem Brötchen wird der Saumagen mit weiteren Zutaten wie Sauerkraut oder gebratenen Zwiebeln serviert.
Als Getränk zum Saumagen wird in den Weinbauregionen der Vorder- und Südpfalz trockener Weißwein, beispielsweise Riesling, oder auch Weißherbst vom Portugieser, gern als Schorle, empfohlen. In der West- und Nordpfalz wird dagegen öfter Bier dazu getrunken.

Saumagenvariationen
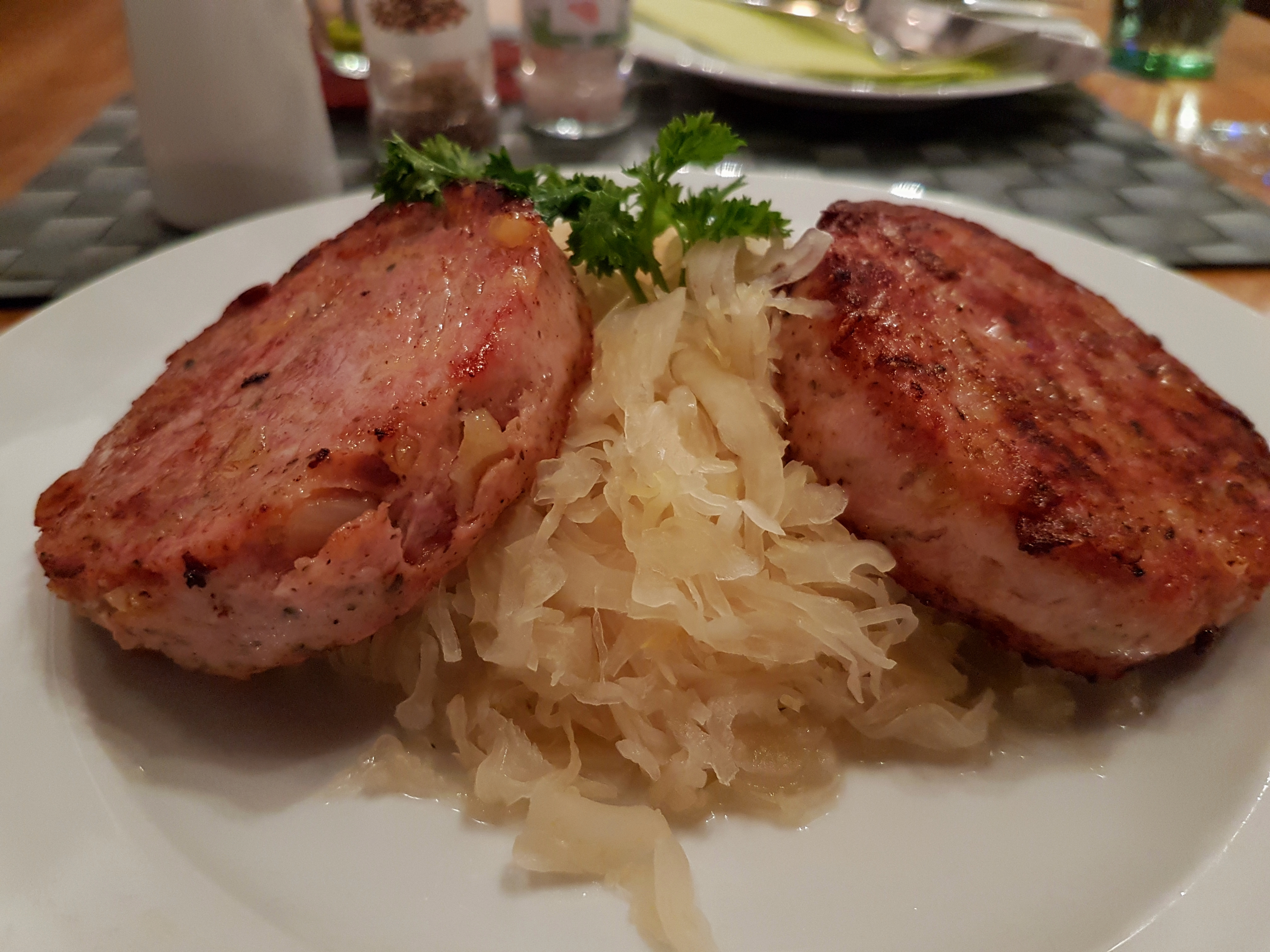
Saumagen auf Sauerkraut
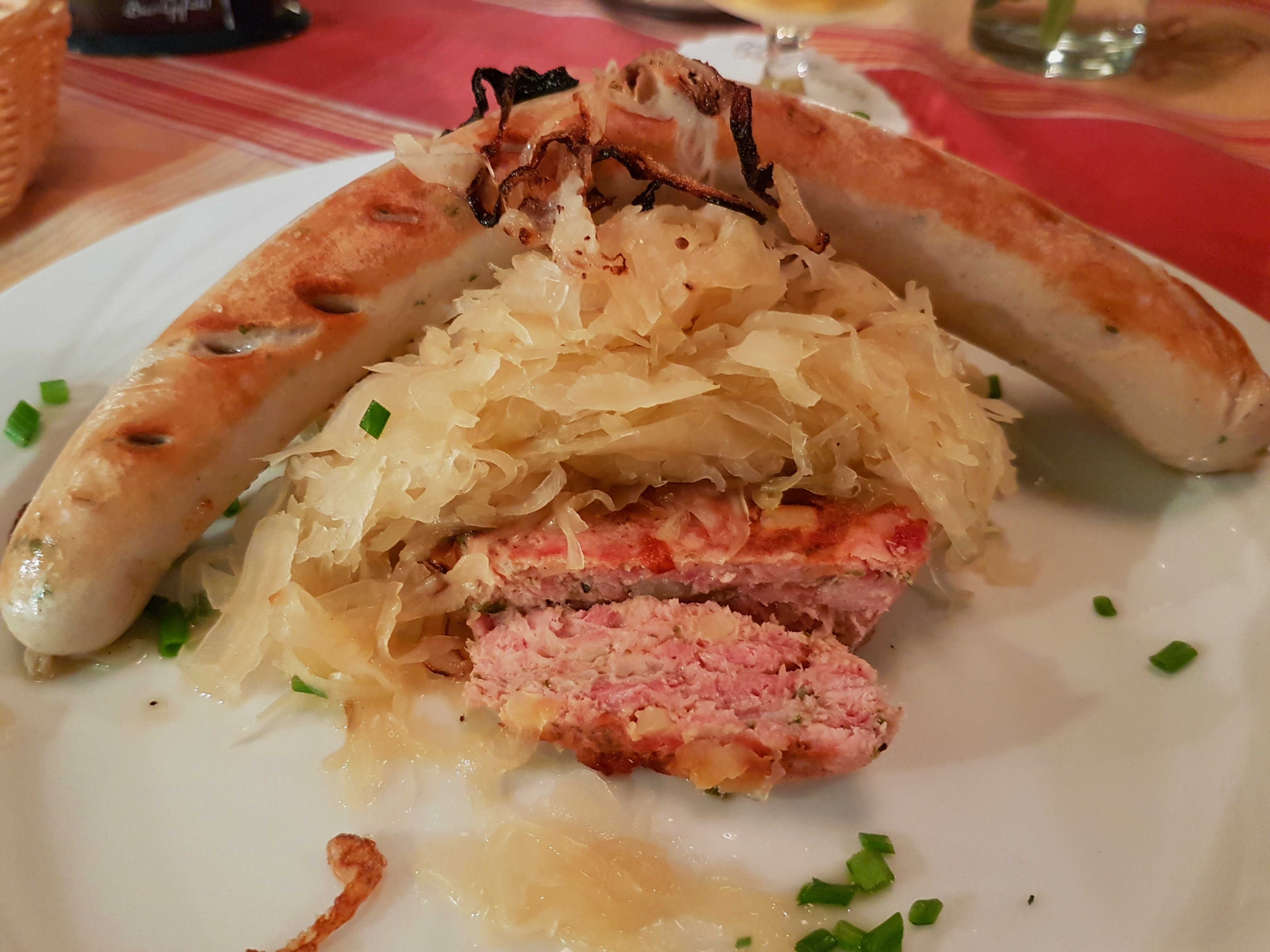
Saumagen mit Sauerkraut und Bratwurst
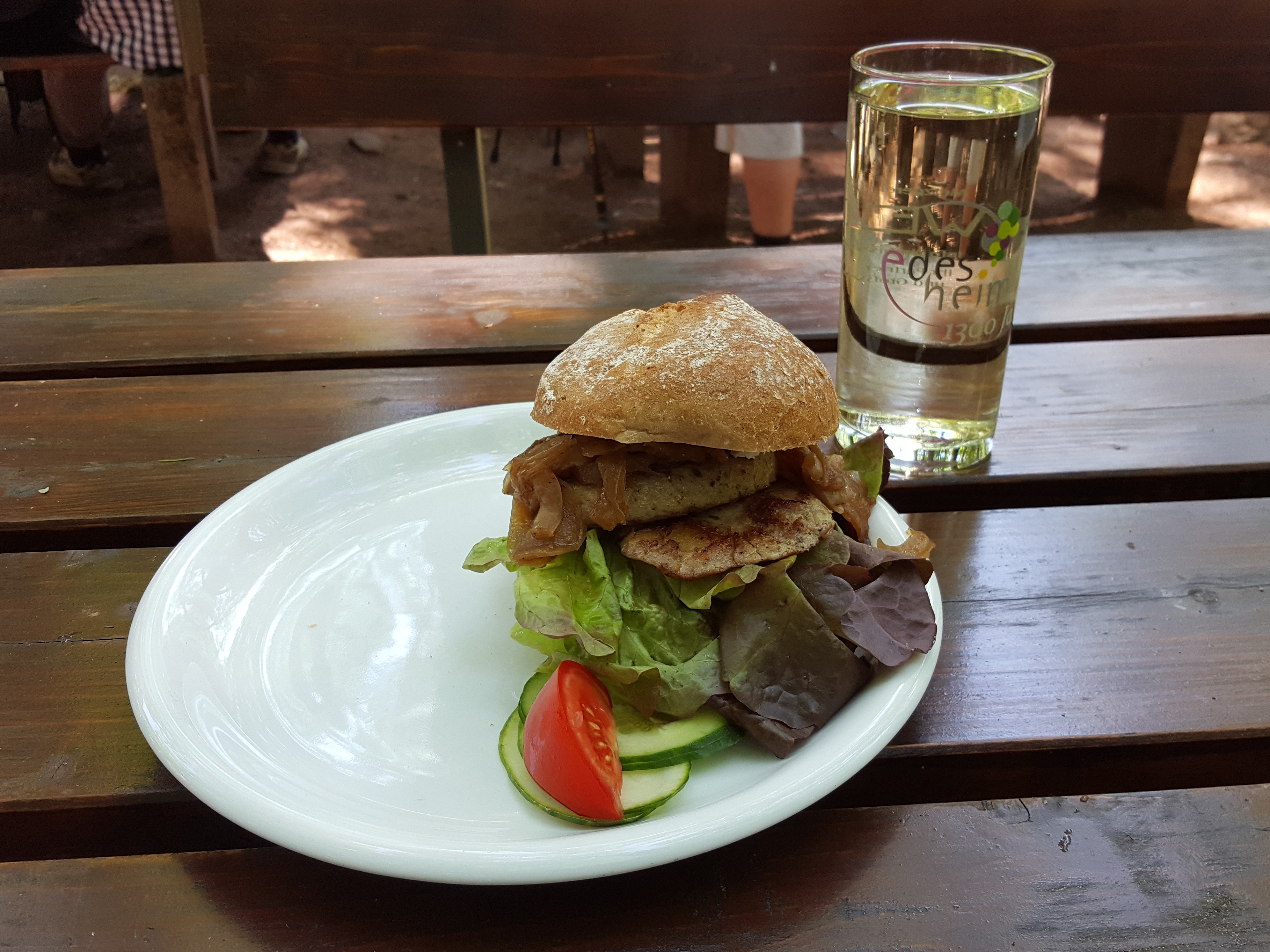
Pfälzer Burger im Hellerplatzhaus

## Geschichte
Die erste Erwähnung des Saumagens findet man in einer Rezepte-Sammlung von um 1430, die vom Kleriker Johannes Herbord aus Bockenheim geschrieben wurde. Johannes Herbord war ab 1417 Koch des Hofstaates und der Gäste des Apostolischen Palastes.
Der Ursprung des Pfälzer Saumagens ist umstritten: Einerseits entstand er angeblich im 18. Jahrhundert als Arme-Leute-Essen, das von Bauern erfunden worden sei, um Schlachtreste von Schweinen auf diese Weise zu verwerten. Andererseits wird behauptet, die Herstellung des Saumagens, für den man die besten Zutaten verwende, sei in der Pfalz schon immer der Höhepunkt eines jeden Schlachtfestes gewesen.
In den 1980er und 1990er Jahren erlangte der Saumagen weltweite Bekanntheit durch den damaligen Bundeskanzler Helmut Kohl, der – an der Deutschen Weinstraße in seiner pfälzischen Heimat – Staatsgäste vorzugsweise mit diesem typischen Gericht bewirten ließ, so zum Beispiel Margaret Thatcher, Michail Gorbatschow, Ronald Reagan, Bill Clinton, François Mitterrand, Felipe González und viele andere.
Seit 1992 vergibt die Schifferstädter Karnevalsgesellschaft Schlotte alljährlich in der Karnevalszeit den Saumagen-Orden.
In der südpfälzischen Stadt Landau findet seit 2002 der Internationale Pfälzer Saumagen-Wettbewerb statt, bei dem der beste Saumagen des Jahres gekürt wird. Meist reichen etwa 150 Teilnehmer ihre Kreationen ein, unter denen sich auch außergewöhnliche Varianten finden, z. B. mit Wild- oder Fischfüllung.